# Филарет (Петухов)
Филаре́т (в миру Фортуна́т Ива́нович Петухо́в; 1789—1872) — архимандрит Енисейского Спасского монастыря Енисейской епархии Русской православной церкви и педагог.

## Биография
Фортунат Петухов родился 9 сентября 1789 года в Тобольской губернии. Образование получил в Тобольской духовной семинарии.
В 1815 году поступил диаконом к Тобольской Христорождественской церкви и учителем в Христорождественское народное училище.
В 1816 году был рукоположён во священника, в 1824 году возведён в сан протоиерея и в том же году переведён в Иркутский кафедральный собор, в котором и прослужил почти 32 года.

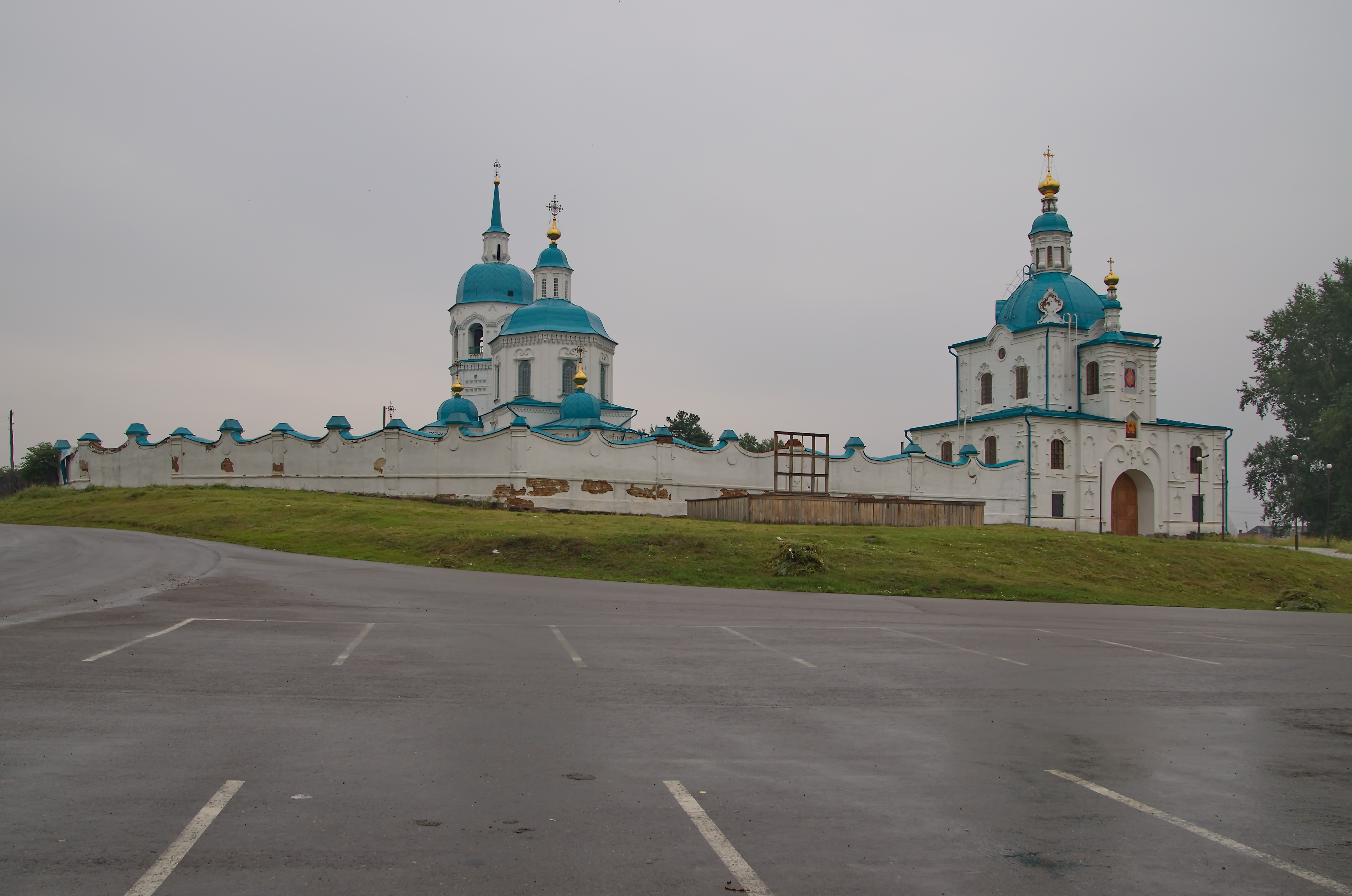
Енисейский Спасский монастырь

В 1865 году, постригшись в монашество с именем Филарет, получил назначение архимандритом в Спасо-Преображенский монастырь в городе Енисейске. В 1870 году по болезни удалился на покой в Московский Сретенский монастырь; в предыдущем году здание Енисейского монастыря сильно пострадало от пожара и было восстановлено в прежнем виде лишь в 1875 году.
В продолжение 55-летнего служения в Тобольской, Иркутской и Енисейской епархиях, архимандрит Филарет занимал многие должности и с особенным усердием и успехом исполнял многие важные поручения. Особенно известно его двадцатилетнее служение в должности миссионера среди полудиких языческих племён монголо-бурят и других сибирских инородцев, коих просвещено им светом Евангелия было 3764 человека.
На покое в Сретенском монастыре отец Филарет проводил время в молитве, чтении и посте и только за два дня до смерти перешёл в Чудов монастырь, где настоятелем состоял его сын Вениамин (Петухов); там Филарет и скончался 27 марта 1872 года.